# Jan Philipp Albrecht

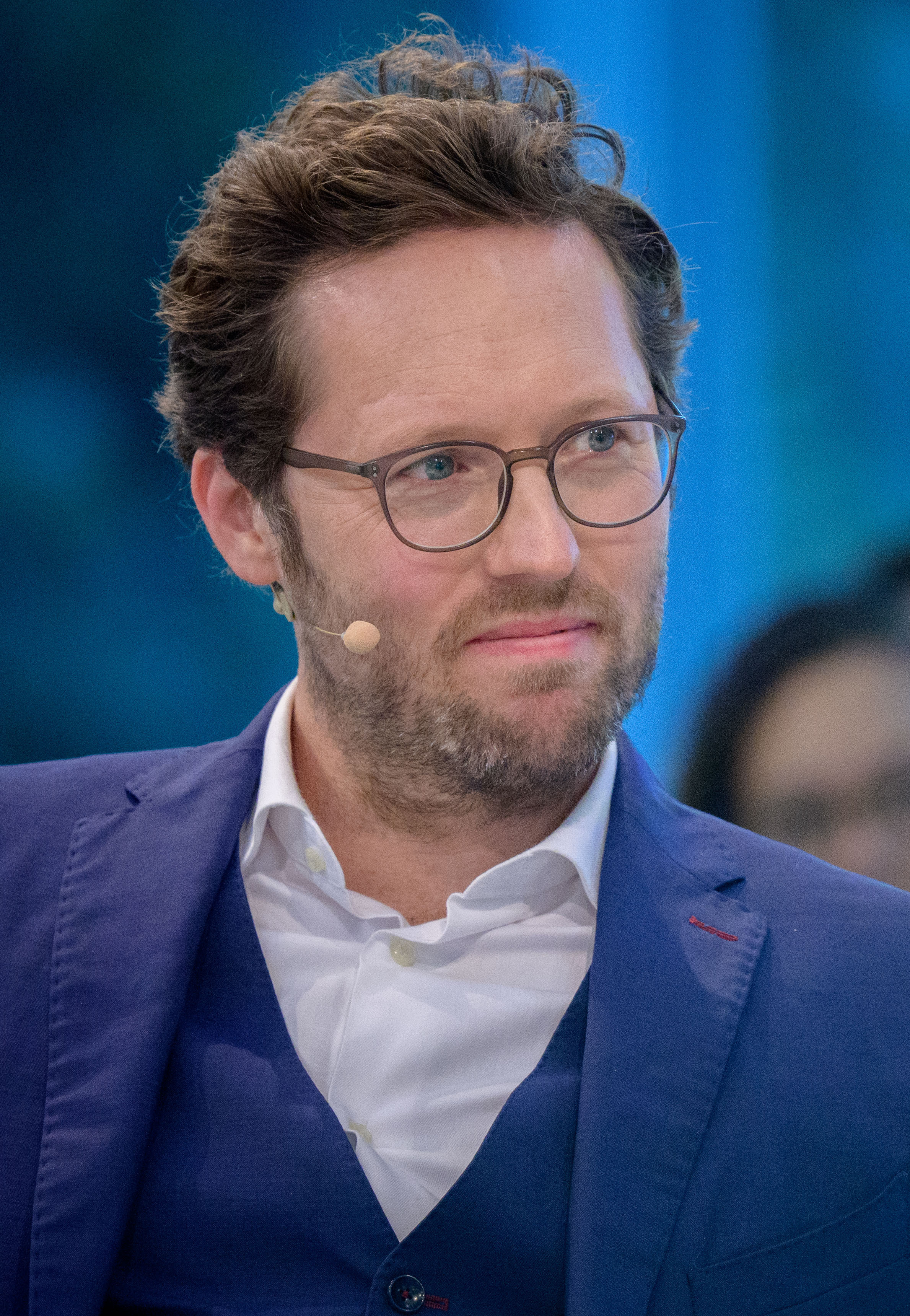
Jan Philipp Albrecht (2022)

Jan Philipp Albrecht (* 20. Dezember 1982 in Braunschweig) ist ein deutscher Politiker (Bündnis 90/Die Grünen). Vom 1. September 2018 bis zum 2. Juni 2022 war er Minister für Energiewende, Landwirtschaft, Umwelt, Natur und Digitalisierung des Landes Schleswig-Holstein im Kabinett Günther I und gehörte zuvor von 2009 bis 2018 dem Europäischen Parlament an. Seit dem 1. Juni 2022 ist er gemeinsam mit Imme Scholz Stiftungsvorstand der Heinrich-Böll-Stiftung.

## Leben
Aufgewachsen ist Albrecht, der die deutsche und die französische Staatsbürgerschaft besitzt, in Siegen und Wolfenbüttel.
Albrecht studierte von 2003 bis 2008 Rechtswissenschaften und hat beide juristische Staatsexamina bestanden. Er arbeitete unter anderem im Europäischen Parlament und am Walter-Hallstein-Institut für Europäisches Verfassungsrecht der HU Berlin. Er führt einen Doppel-Master der Universitäten Hannover und Oslo in europäischer Rechtsinformatik und war Stipendiat der Heinrich-Böll-Stiftung und des DAAD.

## Politik

### Partei
Seit 1999 ist Albrecht Mitglied bei Bündnis 90/Die Grünen. Von 2001 bis 2003 war er Mitglied des Kreisvorstandes seiner Partei in Wolfenbüttel. 2001 gründete Albrecht die dortige Grüne Jugend, war Sprecher des Braunschweiger Regionalverbandes und von 2002 bis 2005 Mitglied im niedersächsischen Landesvorstand des Parteijugendverbandes. Von 2006 bis 2008 war Albrecht Sprecher des Bundesverbandes der Grünen Jugend und vertrat diese in Parteivorstand und Parteirat der Grünen. Er übte verschiedene Ämter und Positionen auf Landes- und Bundesebene der Partei aus.
Albrecht wirkte in verschiedenen politischen Themengebieten, etwa der Innen-, Justiz- und Rechtspolitik, der Europapolitik und der Energie- und Umweltpolitik. Unter anderem hat Albrecht gegen den Einsatz von Tornado-Kampfflugzeugen der Bundeswehr beim G8-Gipfel in Heiligendamm 2007 erfolgreich geklagt. Er tritt für die Abschaffung der Vorratsdatenspeicherung ein und war einer der zahlreichen Beschwerdeführer vor dem Bundesverfassungsgericht dagegen. Albrecht ist Mitorganisator des „Grünen Polizeikongresses“, auf dem innenpolitische Aspekte diskutiert wurden, darunter etwa die Ausstattung der Polizei, bessere Zusammenarbeit verschiedener Behörden und Möglichkeiten zur Kriminalitätsbekämpfung ohne Überwachung. Seit seiner Schulzeit in der Nähe des Atommülllagers Asse II vertritt Albrecht Positionen der Anti-Atomkraft-Bewegung.
Zudem setzt er sich gegen Rechtsextremismus ein und war Mitglied der Rechtsextremismus-Kommission von Bündnis 90/Die Grünen.

### Abgeordneter

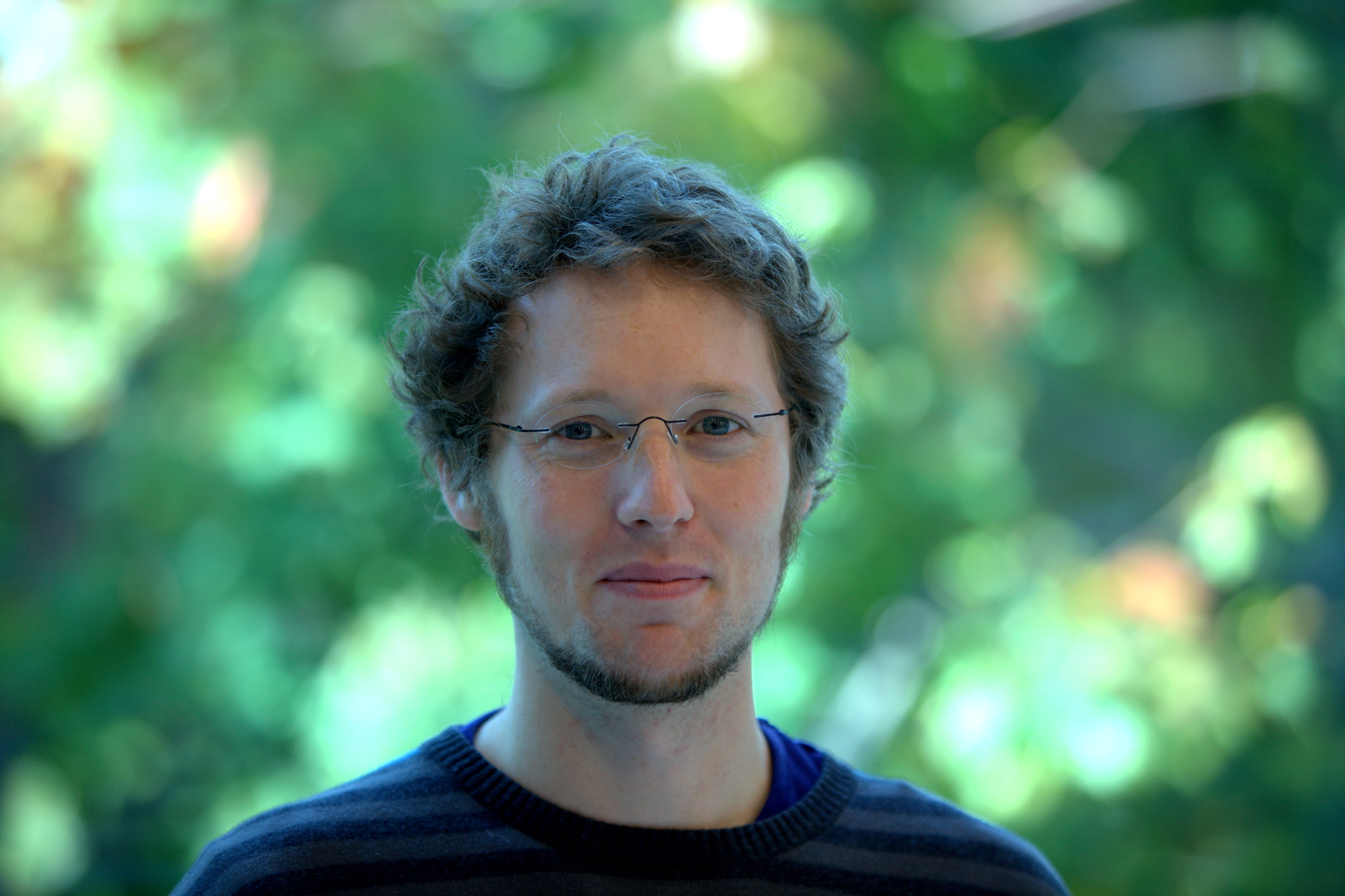
Jan Philipp Albrecht (2010)

Bei der Europawahl 2009 zog Albrecht über die Bundesliste der Grünen in das Europäische Parlament ein.
Albrecht wurde im Frühjahr 2012 zum Berichterstatter des Europäischen Parlaments für die geplante Datenschutz-Grundverordnung (DS-GVO) der Europäischen Union benannt. In einem Zeit-Artikel aus dem Jahr 2013 werden Albrechts Arbeit um die DS-GVO dargestellt und die gegenläufigen Bestrebungen der Lobby-Vertreterin Erika Mann beleuchtet. Albrecht handelte dem Artikel nach eine Fassung der DS-GVO aus, die einen Kompromiss über rund 4.000 Änderungswünsche darstellt. Der Dokumentarfilm Democracy – Im Rausch der Daten stellt die Entstehung der Datenschutz-Grundverordnung dar und begleitet Albrecht in seiner Rolle als Abgeordneter und als „Vater der DSGVO“, so die Frankfurter Allgemeine Zeitung.
Albrecht war für die Fraktion Grüne/EFA Mitglied im Innen- und Justizausschuss und von 2009 bis 2014 stellvertretendes Mitglied im Rechtsausschuss des Europäischen Parlaments. Ab 2014 war er stellvertretendes Mitglied im Binnenmarktausschuss. Zudem war er Mitglied der Delegation des Europäischen Parlaments zum Staat Israel sowie stellvertretendes Mitglied der Delegationen zu Australien und Neuseeland sowie Japan. Albrecht war Sprecher der Europa-Union Parlamentariergruppe im Europäischen Parlament.
Albrecht betreute als Europaabgeordneter die Bundesländer Schleswig-Holstein, Hamburg und Niedersachsen. Mit fast einstimmigen Voten der entsprechenden drei Landesparteien wurde er auf dem Bundesparteitag von Bündnis 90/Die Grünen zur Europawahl 2014 von den Delegierten mit 97,38 % der Ja-Stimmen wieder aufgestellt. Im Zuge seiner Nominierung als Landesminister in Schleswig-Holstein gab Albrecht sein Mandat im Europäischen Parlament zum 3. Juli 2018 an seinen Listennachfolger Romeo Franz ab.

### Öffentliche Ämter
Zum 1. September 2018 übernahm Albrecht das Amt des Ministers für Energiewende, Landwirtschaft, Umwelt, Natur und Digitalisierung in Schleswig-Holstein. Hierfür hatte ihn der Landesverband von Bündnis 90/Die Grünen nach der Wahl von Robert Habeck zum Grünen Bundesvorsitzenden nominiert. Albrecht wurde damit auch stellvertretendes Mitglied des Bundesrates. Neben zahlreichen Initiativen in den Konferenzen der Landwirtschafts- und Umweltminister von Bund und Ländern hat sich Albrecht für die Ausrichtung von Energie- und Digitalisierungsministertreffen eingesetzt. Seine Amtszeit endete am 2. Juni 2022, mit der Führung der Geschäfte des Umweltministeriums wurde Finanzministerin Monika Heinold beauftragt.
Albrecht gehört der Mitgliederversammlung der Heinrich-Böll-Stiftung an. Im Oktober 2021 gab er bekannt, für den Vorstand der Stiftung zu kandidieren. Am 4. Dezember wurde er gemeinsam mit Imme Scholz zum Vorstand der Heinrich-Böll-Stiftung gewählt. Er trat das Amt zum 1. Juni 2022 an.

## Positionen

### Digitalisierung
Albrecht stritt bereits als Europaabgeordneter in den Verhandlungen zum sogenannten Telekom-Paket sowie bei der Debatte um Internetsperren für den Schutz von Meinungs- und Informationsfreiheit im Internet. Nachdem Albrecht immer wieder die Vereinbarkeit des ACTA-Abkommens mit dem EU-Recht in Zweifel gezogen hatte und in einer Entschließung des Europäischen Parlaments die Veröffentlichung der Verhandlungsdokumente erwirken konnte, wurde das Abkommen im Zuge massiver öffentlicher Kritik durch das Europäische Parlament abgelehnt. Bei den Verhandlungen zu den Handelsabkommen TTIP und TiSA war Albrecht Berichterstatter für den Innen- und Justizausschuss und hat in diesem Zusammenhang erreicht, dass das Europäische Parlament sich gegen jede Aufweichung der EU-Datenschutzregeln im Rahmen dieser Handelsabkommen ausgesprochen hat. Albrecht gehört zu den Initiatoren der Charta der Digitalen Grundrechte der Europäischen Union, die Ende November 2016 veröffentlicht wurde.
Als Digitalisierungsminister des Landes Schleswig-Holstein brachte Albrecht die Umstellung der IT-Infrastruktur des Landes auf Open Source auf den Weg. Neben der bereits weitgehend erfolgten Umstellung der Rechenzentren und Server-Infrastruktur soll auch die Anwenderoberfläche bis 2025 auf Anwendungen mit offenen Quellcodes umgestellt werden. Zudem forderte er eine stärkere digitalpolitische Koordinierung auf Bundesebene und war Initiator eines regelmäßigen Treffens der für Digitalisierung zuständigen Landesminister.

### Landwirtschaft
Bereits vor seiner Vereidigung als Landwirtschaftsminister setzte sich Albrecht für Bundeshilfen bei der Erntekrise 2018 ein. Dass der Bund den Bauern aufgrund der Ernteschäden durch die Dürre Hilfen in Höhe von 340 Millionen Euro zugesagt hat, fand Albrecht richtig. Gleichzeitig machte er deutlich, dass die Landwirtschaft sich an die veränderten Klimabedingungen anpassen und zur Milderung des Klimawandels beitragen müsse. Er setzt sich dafür ein, dass im Rahmen der EU-Agrarförderung diejenigen Landwirte belohnt werden sollten, die besonders klimafreundlich wirtschaften, und Deutschland seine Zustimmung zur Agrarreform von einer stärkeren Konditionierung der Fördermittel an Klima- und Umweltschutz abhängig macht.

### Bürgerrechte und Sicherheit
Als Innenexperte der Grünenfraktion machte er sich durch seinen Einsatz für eine andere Sicherheitspolitik in den Verhandlungen zum Stockholmer Programm einen Namen. Albrecht war einer der führenden Kritiker des EU-Abkommens zur Weitergabe von SWIFT-Bankdaten an die US-Behörden und war an der Ablehnung des ersten Abkommens im Februar 2010 maßgeblich beteiligt. Albrecht kritisierte ebenso die Sammlung und Weitergabe von Passagierdaten. Als Berichterstatter des Rechtsausschusses im Europäischen Parlament war Albrecht an der Schaffung von Mindeststandards im Strafverfahren auf EU-Ebene beteiligt.

## Auszeichnungen
Albrecht wurde 2014 durch Peter Schaar der Datenschutzpreis der Gesellschaft für Datenschutz und Datensicherheit überreicht. Ebenfalls 2014 wurde er mit dem International Champion of Freedom Award der US-Bürgerrechtsorganisation Electronic Privacy Information Center ausgezeichnet.